# Sonic Healthcare
Sonic Healthcare Limited ist ein australisches Unternehmen, welches in den Bereichen Labormedizin, Pathologie und Radiologie tätig ist. Zudem betreibt die Gruppe  medizinische Erstversorgungszentren und bietet Dienstleistungen im Bereich der Arbeitsmedizin an.
Das Unternehmen aus Sydney geht auf die Douglass Laboratories zurück und entwickelte sich seither zu einem der größten Diagnostikanbieter. Es ist in Australien, Neuseeland, USA, Großbritannien, Deutschland und der Schweiz vertreten und der größte medizinische Laboranbieter in Australasien und Europa sowie der drittgrößte in den USA. Für das Unternehmen arbeiten etwa 37.000 Mitarbeiter.
Das Unternehmen wurde 1987 an der australischen Börse als Sonic Healthcare Australia Ltd. gelistet. Es ist inzwischen Teil des S&P/ASX 50 und eines der größten medizinischen Unternehmen, welches im ASX, neben vergleichbar großen Unternehmen, wie CSL und Cochlear gelistet ist.  Die Strategie des Unternehmens besteht darin, durch Übernahme von Firmen in Übersee zu wachsen. Eine weitere Expansion im australischen Markt ist begrenzt und die Einnahmen sind stark vom staatlichen Gesundheitsfonds Medicare abhängig. Die Firma hat daher ihre Umsatzbasis durch Verlagerung ihrer Aktivitäten aus Australien heraus diversifiziert. So wurden 2016 etwa 60 % der Umsätze des Unternehmens in Geschäftsfeldern außerhalb Australiens erwirtschaftet.
Die Umsätze im Finanzjahr 2020 überstiegen 6,8 Milliarden A$.
Geschäftsführer und CEO ist Colin Goldschmidt.
Die deutsche Holdinggesellschaft Sonic Healthcare Germany GmbH & Co. KG besitzt einen Konzernbetriebsrat.

## Wichtige Übernahmen
- Bioscientia Healthcare Group in Ingelheim, Deutschland, 2007[6]
- Labor Schottdorf in Augsburg, Deutschland, 2007[7]
- CPL-Clinical Pathology Laboratories für 123,5 Millionen $US[8]
- Physicians’ Automated Laboratory (“PAL”) in den USA im Januar 2011
- KBL-BML-Unilabo Laboratory (“KBL”) in Mouscron im Januar 2011
- Das Laborgeschäftsfeld von Central Coast Pathology Consultants (“CCPC”) in den USA im Februar 2011
- deutsche Standorte der Labco Gruppe 2013[1]
- Medisupport in der Schweiz im Juli 2015
- KLD in Belgien im Juli 2015
- Aurora Diagnostics in den USA für 450 Millionen $US, 2018[9]
- Labor Staber-Gruppe in Deutschland für 120 Millionen Euro im November 2016[10]